# Adelphi (Ohio)
Adelphi – wieś w USA, w stanie Ohio, w hrabstwie Ross.
Liczba mieszkańców w 2010 roku wynosiła 380.